# Far Cry New Dawn
Far Cry New Dawn — компьютерная игра в жанре шутера от первого лица со структурой открытого мира, разработанная студией Ubisoft для платформ PlayStation 4, Xbox One и PC. Выход состоялся 15 февраля 2019 года.

## Сюжет
Действия разворачиваются в округе Хоуп, где также происходили события Far Cry 5. Однако в Far Cry New Dawn игрок оказывается в знакомом месте спустя 17 лет после глобальной ядерной катастрофы, в 2035 году. Как и раньше, у него нет имени, есть только звание капитана. Он входит в отряд Томаса Раша, задача которого — строительство и защита поселений по всему западному побережью постапокалиптического США. Им помогает Кармина, дочь Ника Рая.
Главными антагонистами части выступают Близнецы (Микки и Лу) — две сестры, возглавляющие банду безжалостных рейдеров «Хайвеймен», в русском переводе «Рейдеры».
Из нововведений появились так называемые «вылазки». Главный герой на вертолёте «Картофелина», управляемого Роже Кадоре, может путешествовать за ресурсами в далёкие места: авианосец, мост через реку Колорадо, тюрьма Алькатрас, разбившийся самолёт, парк развлечений, место падения МКС, атомная электростанция.
Также одним из ключевых персонажей является Иосиф Сид, который смог выжить и основать секту «Новый Эдем». У него происходят перепалки с его сыном Итаном, который родился ещё до войны, но вне брака. С его слов, Иосиф бросил «Новый Эдем» в самый нужный момент, и Итан, возглавив секту, все эти годы мечтал поквитаться с отцом.
По ходу сюжета главный герой проникает в штаб Рейдеров и узнаёт о том, что Итан заключил с последними сделку о том, что они уничтожат поселение «Новый Эдем» и тем самым Итан отомстит отцу.
После продолжительного сражения за поселение главный герой следует к Яблоне Эдема и застаёт Итана и Иосифа за выяснением того, кто должен был править сектой «Новый Эдем». Итан ослушивается запретов отца и, вкусив «Плод познания», обращается в гигантское чудище (плод с того дерева способен высвободить грехи человека и тем самым позволив ему побороть их). Главный герой побеждает Итана и тот умирает на руках собственного отца. От безвыходности Иосиф просит убить его и тем самым завершить этот цикл насилия.
Игрок может как убить Иосифа, так и пощадить. Вне зависимости от действий, после концовки начинается свободный режим.

## Разработка
Официальный анонс игры состоялся 6 декабря 2018 года в Лос-Анджелесе в рамках церемонии The Game Awards 2018. За день до этого Ubisoft объявили, что анонсируют новую игру.
5 февраля 2019 года был продемонстрирован кинематографический трейлер под ремикс песни «It’s Raining Men».
Джеймс Надигер рассказал, что создатели придумали свой постапокалипсис, не такой, как у всех. По его словам, красочный пейзаж и суперцветение — отражение реального мира, когда растения и животные возвращаются. Если посмотреть на Чернобыль или Хиросиму и Нагасаки, где взорвались бомбы, жизнь продолжалась невзирая на излучение. Яркий цвет означает, что мир не закончился, а цивилизация перестраивается и движется вперёд. Ubisoft консультировалась с метеорологами, работавшими над прогнозами ядерных сценариев для правительств. Но Far Cry New Dawn практически не использует тему постапокалипсиса и радиации. Пустоши и радиоактивное загрязнение являются поводом для ограничения карты и очерчивания её границ. На краю всё выжжено и работает счётчик Гейгера, тем не менее игра не позволяет находиться там.
В конце января 2025 года Ubisoft объявила о поддержке Far Cry New Dawn на PlayStation 5 и Xbox Series X/S с частотой 60 кадров в секунду. 

### Продажи
В первую неделю после релиза игра являлась наиболее продаваемой в Великобритании согласно Chart-Track, хотя продажи были значительно ниже, чем у Far Cry 5 и Far Cry Primal.

## Музыка
| №   | Название                | Длительность |
| --- | ----------------------- | ------------ |
| 1.  | «New Dawn (Main Theme)» | 3:09         |
| 2.  | «17 Years Later»        | 2:59         |
| 3.  | «Breakout»              | 1:56         |
| 4.  | «Hope County»           | 3:29         |
| 5.  | «No Future»             | 2:19         |
| 6.  | «Problem Makers»        | 1:54         |
| 7.  | «Highwaymen Anthem»     | 3:38         |
| 8.  | «Escalation»            | 2:28         |
| 9.  | «Scavengers»            | 2:42         |
| 10. | «The Chosen»            | 3:05         |
| 11. | «Enforcer»              | 2:40         |
| 12. | «The Prophecy»          | 2:39         |
| 13. | «Under Siege»           | 2:28         |
| 14. | «The Father»            | 2:41         |
| 15. | «New Frontier»          | 3:42         |
| 16. | «Deep Cover»            | 2:22         |
| 17. | «Breach»                | 2:40         |
| 18. | «Rest in Peace»         | 1:44         |
| 19. | «Saw Launcher»          | 2:36         |
| 20. | «Superbloom»            | 1:29         |
| 21. | «Problem Solver»        | 2:54         |
| 22. | «Family Reunion»        | 1:11         |
| 23. | «Hope County Remix»     | 3:25         |

Композитор Тайлер Бэйтс впервые участвовал в серии. Кроме того, в игре звучат многочисленные композиции, которые в саундтрек не вошли. Песни транслируются по радио рейдеров и повстанцев. Их исполняли Die Antwoord, Sen Dog, Hopsin, ILoveMakonnen, Стив Аоки, Run the Jewels, KC and the Sunshine Band, The Turtles, The Ventures, The Four Tops, The Monkees, Сэм и Дейв, Томми Роу, Эдвин Старр, Брук Бентон и другие. Также игроку даётся задание найти 10 музыкальных плееров для добавления новых треков в своё «Радио выживания».

## Отзывы
| Сводный рейтинг       | Сводный рейтинг                                 |
| Агрегатор             | Оценка                                          |
| --------------------- | ----------------------------------------------- |
| GameRankings          | - (XONE) 78,31 % - (PS4) 71,78 % - (PC) 78,12 % |
| Metacritic            | (XONE) 75/100 (PS4) 71/100 (PC) 73/100          |
| OpenCritic            | 73/100                                          |
| «Критиканство»        | 68/100                                          |
| Иноязычные издания    |                                                 |
| Издание               | Оценка                                          |
| 4Players              | 6,5/10                                          |
| Destructoid           | 8/10                                            |
| EGM                   | 6/10                                            |
| Eurogamer             | Recommended                                     |
| Game Informer         | 7/10                                            |
| GameRevolution        | 6/10                                            |
| GameSpot              | 6/10                                            |
| GamesRadar+           | [ 34 ]                                          |
| GameStar              | 77/100                                          |
| Hardcore Gamer        | 4/5                                             |
| IGN                   | 7,5/10                                          |
| Jeuxvideo.com         | 14/20                                           |
| PCGamesN              | 7/10                                            |
| PC Gamer (US)         | 70/100                                          |
| Push Square           | 6/10                                            |
| Shacknews             | 7/10                                            |
| The Daily Telegraph   | [ 43 ]                                          |
| USgamer               | 4/5                                             |
| VideoGamer            | 8/10                                            |
| Русскоязычные издания |                                                 |
| Издание               | Оценка                                          |
| 3DNews                | 6/10                                            |
| GameMAG.ru            | 6/10                                            |
| «IGN Россия»          | 7/10                                            |
| PlayGround.ru         | 5/10                                            |
| Riot Pixels           | 58 %                                            |
| «Игромания»           | 8/10                                            |
| «Игры Mail.ru»        | 8,5/10                                          |
| «Канобу»              | 7/10                                            |

Игра получила смешанные оценки. В основном критики восприняли её как одно большое дополнение к Far Cry 5. PlayGround.ru задал следующий вопрос: «Где проблемы с отравленной почвой, отсутствие чистой воды, уничтоженный озоновый слой, ядерная зима…?». Постапокалипсис показан странным, не во мрачной обстановке, сопутствовавшей сериям Fallout, Half-Life, S.T.A.L.K.E.R., Metro и The Last of Us. Также нарекания вызвали неразвитый сюжет, персонажи и система микроплатежей. «Игромания» указала на заимствования из Assassin's Creed Origins и Borderlands (элементы RPG), Tom Clancy’s The Division (вылазки — урезанная версия «Тёмной зоны»), Tom Clancy’s Ghost Recon Wildlands (система компаньонов) и Tom Clancy’s Rainbow Six Siege (механики шутера, например, отмена анимации перезарядки). Согласно обзору на сайте Gmbox.ru, Far Cry New Dawn собрал в одном все ненавистные пользователям элементы: зачистка аванпостов на разных уровнях сложности, сбор ресурсов по всей карте, множество скучных миссий, улучшение собственной базы и разделение экипировки по качеству. Критик с Lenta.ru полагает, что шутер на три часа превращается в затянутое 20-часовое прохождение, пародию на RPG. Также разработчики сделали упор на розовый и фиолетовый цвет (неоновая палитра с характерными тенденциями 1980-х), что не всем пришлось по душе. По мнению обозревателя «Пятого канала», проблемы с геймплеем усилили опасения за продолжение франшизы, ведь серия уже себя исчерпала, став безнадёжно одноразовой и бессмысленной.
GameSpot пишет, что серия Far Cry всегда по-любительски занималась мистикой, но в странном событийном повороте New Dawn в конце концов говорит «к чёрту» и даёт игрокам доступ к сверхчеловеческим способностям. Это позволяет полностью погрузиться в супергеройское фэнтези, перелезать через заборы и забираться на здания, используя новообретённую подвижность и невидимость, чтобы устрашать врагов, как будто Хищник, или прыгать высоко в бою и стрелять разрывными стрелами, притворяясь Соколиным глазом из Мстителей. Или больше как Росомаха, активируя способность берсерка, чтобы на суперскорости атаковать аванпост и кулаками отбрасывать тяжеловооружённых противников и медведей. Незначительная новая механика предоставляет возможность временно отбирать у врагов щиты и метать их, словно Капитан Америка (второстепенные персонажи называют главного героя «Кэпом»), но средство нельзя постоянно держать при себе, что является большим разочарованием. VG247 считает, что в одно мгновение получается подражать «Апокалипсису сегодня», плавая по реке и разжигая костры, чтобы сдержать галлюцинации, «пока мистер Сид старается изо всех сил, как полковник Курц». В другом случае можно ударить как собака в версии «Бойцовского клуба» от Far Cry, «если бы Брэда Питта заменил питбуль».
После выхода Rage 2 многие игроки отмечали сходство с Far Cry New Dawn. Bethesda не только не скрывала это, но и представила постер под названием Newer Dawn («Рассвет поновее»). По мнению некоторых рецензентов, атмосфера в розовых и других ярких цветах неуместна, в отличие от Rage 2, где всё выглядит гармонично и украшает каждую часть. Напротив, «Мир фантастики» считал, что в случае Far Cry: New Dawn «необычная стилистика и любовь рейдеров к розовому цвету была очень органично вписана в мир», а в сиквеле Rage нет логики и объяснений подобной гаммы.
USgamer в материале, опубликованном на сайте VG247, рассказывая о внезапно ставших популярными ярких дистопиях в Rage 2, Far Cry New Dawn и Fallout 76, отмечает следующее. Несколько игр 1980-х годов, такие как Missile Command и Wasteland, использовали основные цвета для иллюстрации ядерной катастрофы. К концу 1990-х годов с выходом Fallout определилась палитра, которая стала преобладающей в жанре в последующие десятилетия: тёмно-серая, тёмно-коричневая и мусорная. Команды, создавшие Fallout 76 и Far Cry New Dawn, специально решили противостоять этой тенденции. «С самого начала мы знали, что хотим чего-то необычного и уникального», — заявил арт-директор New Dawn Айзек Паписмадо. Вдохновение для представления о конце света пришло из суперцветения в Калифорнии. На этом была основана визуальная идентичность игры. Общим во всех трёх выпусках является желание разработчиков создать дистопию, которую игроки ещё не испытывали. Это непростая задача, учитывая объём книг, фильмов и других игр, которые оставили след в коллективном культурном сознании. Хотя дизайнерские решения, возможно, были способом выделиться на рынке, переполненном играми с открытым миром и постапокалиптической фантастикой, их релиз показывает значимость красочных интерпретаций конца света. Спенсер Уирт говорил, что реальная обстановка после ядерной войны или другой глобальной катастрофы будет представлять собой убогие лагеря беженцев, эпидемии и депрессии, далёкие от героических перестрелок в играх с участием одиночек или небольших групп. Постапокалиптические пустоши в Far Cry New Dawn, Fallout 76 и Rage 2 кажутся скорее возвращением к пасторальному идеалу, чем предостерегающей притчей о человеческой алчности. По словам Уирта, неоновая палитра может «прочно разместить их в фэнтезийной обстановке, далёкой от тревожной реальности нашего возможного будущего». Это похоже на то, что мир, который всё больше определяется своим ежедневным хаосом — террористической деятельностью, изменением климата, политическим безумием, довёл фетишизм апокалипсиса в культуре до крайности. Неудивительно, что вышеперечисленные игры рассматривают объективно мрачные послеядерные сеттинги как игровые площадки в стиле Дикого Запада, не утруждая себя меланхоличными аллегориями и ностальгией по предыдущим произведениям жанра. Как бы говоря, что нет причин бояться конца света: он великолепен.